# Israel i olympiska vinterspelen 2010
Israel deltog med tre deltagare vid de olympiska vinterspelen 2010 i Vancouver. Ingen av landets deltagare erövrade någon medalj.

## Alpin skidåkning
- Mikail Renzhin

## Konståkning
- Alexandra Zaretski
- Roman Zaretski